# Sindulang
Sindulang is een bestuurslaag in het regentschap Sumedang van de provincie West-Java, Indonesië. Sindulang telt 4676 inwoners (volkstelling 2010).